# 延久宣旨枡
延久宣旨枡（えんきゅうせんじます）は、後三条天皇が延久の荘園整理令など新立荘園整理政策の裏付けとした1072年（延久4年）に再指定した国家公定升のことである。単に宣旨枡ともいう。この枡は、制定後間もなく全国的に流布し、その後は14世紀初頭に至るまで、数多い私枡のなかにあって、一定の権威をもった公定枡として機能した。しかし、南北朝時代から室町時代を経て私枡がますます隆盛し、宣旨枡も公的な性格を失った。